# Victor Ier d'Anhalt-Bernbourg-Schaumbourg-Hoym

Victor Ier d'Anhalt-Bernbourg-Schaumbourg-Hoym également nommé Victor Amédée Adolphe (ne le 7 septembre 1693 au château de Schaumburg près de Balduinstein - mort le 15 avril 1772 idem) est le second prince d'Anhalt-Bernbourg-Schaumbourg-Hoym.

## Biographie
Victor Amédée Adolphe est le fils ainé du prince Lebrecht d'Anhalt-Zeitz-Hoym († 1727) et de sa première épouse Charlotte († 1700), fille du prince Adolphe (II) de Nassau-Dillenbourg-Schaumbourg ( † 1676) un fils cadet de Louis-Henri de Nassau-Dillenbourg. Après la mort de sa mère en 1700 il devient l'héritier présomptif du comté de Holzappel qu'il reçoit après la mort de sa grand-mère Élisabeth-Charlotte de Holzappel-Schaumbourg en 1707 ainsi qu'également le château de Schaumbourg. En 1708 son père contrôle Zeitz et Belleben, et également Hoym qui lui avait été attribué mais dont il n'avait pas la souveraineté, depuis que le comté d'Harzgerode était revenu à son frère aîné. En 1721 il fait de cette ville de Hoym la résidence de sa Principauté d'Anhalt-Bernbourg-Hoym et il y fait construire un château.
En 1711/1712 Victor participe aux campagnes contre le royaume de France aux Pays-Bas et à la bataille de Denain où son frère est tué et où il est capturé avant d'être rapidement libéré. À sa majorité en 1714, il a prend le gouvernement d'Holzappel-Schaumbourg et quand son père meurt en 1727, il  hérite également d'Anhalt-Zeitz-Hoym, qu'il rattache à ses premières possessions pour constituer la principauté d'Anhalt-Bernbourg-Schaumbourg-Hoym.  Les différents avec la lignée principale d'Anhalt-Bernbourg qui avaient commencé à l'époque de son père se poursuivent sous le règne de Victor Ier. Le pays doit également beaucoup souffrir des effets dévastateurs de la Guerre de Sept Ans.

## Unions et postérité

### Premier mariage
À Birstein le 22 novembre 1714 Victor Amédée Adolphe épouse d'abord Charlotte Louise (née Büdingen, 31 juillet 1680 -  †  Schaumbourg, 2 janvier 1739), fille du comte Guillaume-Maurice d'Isenburg-Büdingen-Birstein. Elle est âgée de quatorze ans de plus que lui; néanmoins leur union produit six enfants:
- Victoria-Charlotte d'Anhalt-Zeitz-Hoym (Schaumbourg le 25 septembre 1715 - † Schaumbourg, 4 février 1792), épouse le 26 avril 1732 Frédéric-Christian de Brandebourg-Bayreuth. Ils divorcent en 1764.
- Louise Amélie (née Schaumbourg le 10 octobre 1717 - † Lich 1er septembre 1721).
- Lebrecht (Schaumbourg, 26 août 1718 - † Schaumbourg, 5 octobre 1721).
- Christian d'Anhalt-Bernbourg-Schaumbourg-Hoym (né Schaumbourg, 30 June 1720 - † Schaumbourg, 13 avril 1758).
- Charles-Louis
- François-Adolphe d'Anhalt-Bernbourg-Schaumbourg-Hoym (Schaumbourg, 7 juillet 1724 - † Halle an der Saale, 22 avril 1784) Major-Général du royaume de Prusse.

### Second mariage
Après la mort de sa première femme il épouse le 14 février 1740 Hedwige-Sophie Henckel von Donnersmarck (7 mai 1717 - † 21 février 1795), fille de Wenzel Louis Henckel von Donnersmarck. Les Henckel von Donnersmarck noble famille de Silésie ayant seulement été  promus « comte » en 1651 leur union est donc considérée légalement comme morganatique, toutefois elle est reconnue comme égale par la maison d'Anhalt:
- Frédéric Louis Adolphe (29 novembre 1741 - † 24 décembre 1812) Major-Général suédois
- Sophie-Charlotte d'Anhalt-Bernbourg-Schaumbourg-Hoym (3 avril 1743 - † 5 octobre 1781) ∞ 20 septembre 1760 Wolfgang-Ernest II d'Isenbourg-Birstein
- Victor Amédée d'Anhalt-Bernbourg-Schaumbourg-Hoym (21 mai 1744 - † 2 mai 1790 tombé à Partakoski, Finlande), général russe ∞ Madeleine de Solms-Braunfels (4 juin 1742 - † 21 janvier 1819)
- Charles (né † 4 août 1745)
- Hedwige Augusta (6 mai 1747 - † 5 mars 1760)
- Georges Auguste (6 novembre 1751 - † 29 octobre 1754)